# Ukrajinska avangarda
Ukrajinska avangarda izraz je koji se naširoko upotrebljava za označavanje najinovativnijih metamorfoza u ukrajinskoj umjetnosti od kraja 1890-ih do sredine 1930-ih, zajedno s pridruženim umjetnicima. Općenito govoreći, to je ukrajinska umjetnost sinkronizirana s međunarodnom avangardom u područjima kao što su: kiparstvo, slikarstvo, književnost, kino, kazalište, scenski dizajn, grafika, glazba i arhitektura. 
Neki poznati ukrajinski avangardni umjetnici su: Kazimir Maljevič, Aleksander Arčipenko, Vladimir Tatlin, Sonia Delaunay, Vasily Yermylov, Aleksander Bogomazov, Aleksandra Ekster, David Burliuk, Vadym Meller i Anatol Petrytsky. Svi su rođenjem, obrazovanjem, jezikom, nacionalnim tradicijama ili identitetom bili blisko povezani s ukrajinskim gradovima Kijevom, Harkivom, Lavovom i Odesom.
Prva formalna umjetnička grupa koja sebe naziva "Avangarda" osnovana je u Harkivu 1925. godine. Izraz "ukrajinska avangarda", koji se odnosi na slikarstvo i kiparstvo tijekom sovjetske cenzure, korišten je tijekom rasprave na Tatlinovoj izložbi. Zalaganjem pariškoga kustosa i povjesničara umjetnosti Andréija Nakova, u Londonu 1973., izložba je predstavila radove ukrajinskih umjetnika Vasila Yermylova i Aleksandra Bogomazova. Prve međunarodne avangardne izložbe u Ukrajini, koje su uključivale francuske, talijanske, ukrajinske i ruske umjetnike, predstavljene su u Odesi i Kijevu u Salonu Izdebsky; djela su kasnije bila izložena u Sankt Peterburgu i Rigi. Naslovnica "Izdebskog salona 2" (1910.–'11.) sadržavala je apstraktni rad Vasilija Kandinskog.

## Galerija
- Aleksander Bogomazov: „Tramvaj”
- Aleksandra Ekster: "Tri ženske figure", Nacionalni muzej umjetnosti Ukrajine
- Aleksander Arčipenko: Skulptura žene
- David Burliuk: „Kozak Mamay”